# Střední Korfu a Diapontské ostrovy
Střední Korfu a Diapontské ostrovy (řecky: Δήμος Κεντρικής Κέρκυρας και Διαποντίων Νήσων) je jednou ze 4 obcí regionální jednotky Korfu v kraji Jónské ostrovy v Řecku. Zahrnuje území prostřední části ostrova Korfu a Diapontských ostrovů, které se nacházejí severozápadně. Hlavním městem je Korfu. Břehy omývá Jónské moře, jehož severní hranice s Jaderským mořem se nachází právě u Diapontských ostrovů.

## Obyvatelstvo

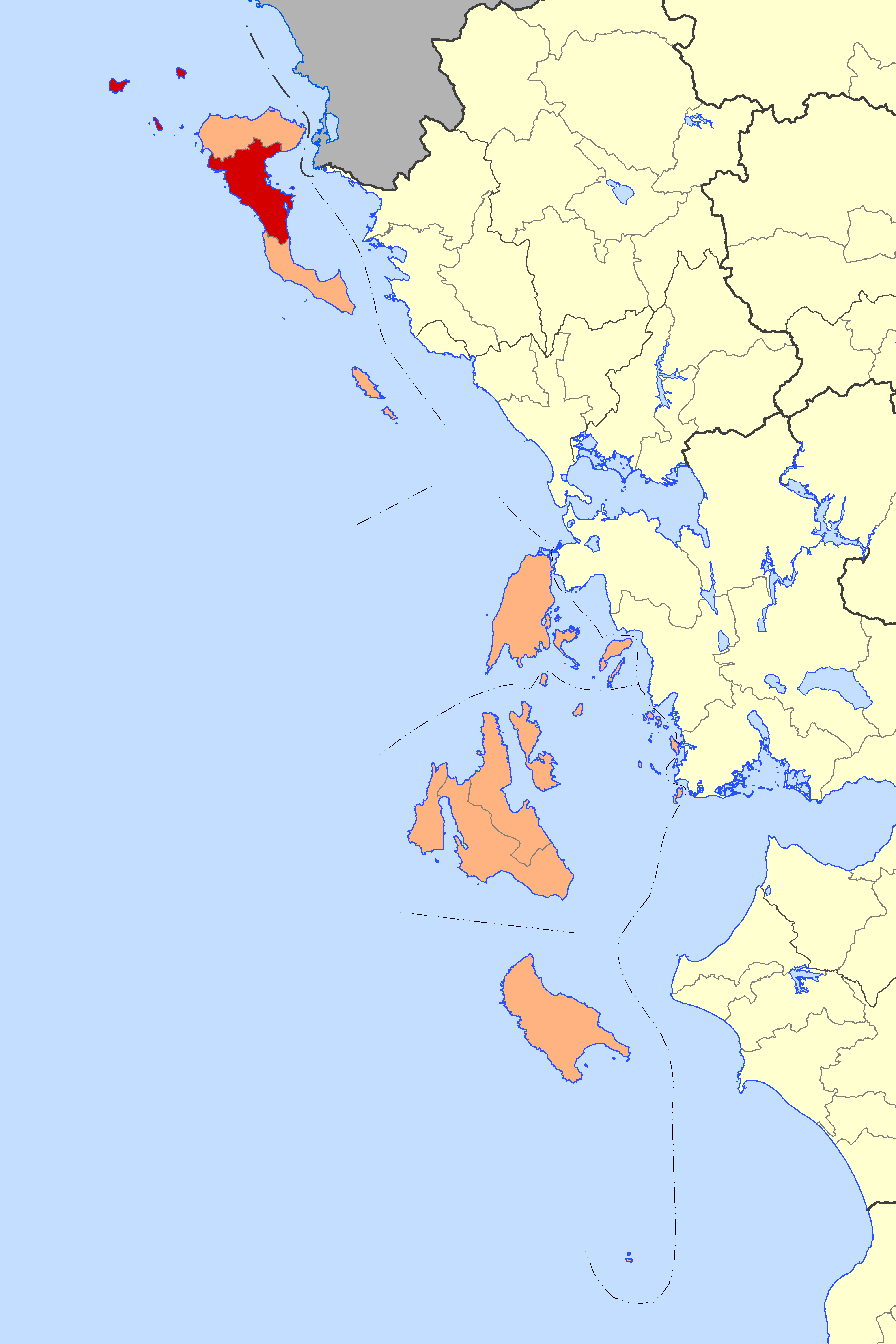
obec Střední Korfu a Diapontské ostrovy

V roce 2011 žilo v osmi obecních jednotkách, ze kterých se od roku 2019 obec skládá 68 558 obyvatel. Obec se skládá z pěti obecních jednotek na ostrově Korfu a tří na Diapontských strovech. V závorkách je uveden počet obyvatel obecních jednotek a komunit.
- Obec Střední Korfu a Diapontské ostrovy (68558)
- Obecní jednotka Achillio (10651) – komunity: Gastouri (1700), Agios Prokopios (378), Agii Deka (370), Ano Garouna (227), Varypatades (352), Viros (2140), Kalafationes (457), Kamara (159), Kastellani Mesi (535), Kato Garouna (633), Kouramades (255), Kynopiastes (2290), Benitses (843), Stavros (312).
- Obecní jednotka, ostrov Erikoussa (496) nečlení se na komunity.
- Obecní jednotka Feakes (6545) – komunity: Kato Korakiana (2775), Agios Markos (937), Ano Korakiana (1411), Zygos (207), Sgourades (228), Spartylas (721), Sokraki (266).
- Obecní jednotka Korfu (39674) – komunity: Korfu (32095), Alepou (3149), Evropouli (344), Kanali (4086).
- Obecní jednotka, ostrov Mathraki (329) nečlení se na komunity a zahrnuje i neobydlené ostrovy Diakopo, Diaplo, Platia, Trachia, Psyllos ena
- Obecní jednotka, ostrov Othoni (392) nečlení se na komunity.
- Obecní jednotka Paleokastritsa (4068) – komunity: Lakones (624), Alimmatades (199), Gardelades (371), Doukades (721), Krini (292), Liapades (931), Makrades (331), Skripero (599).
- Obecní jednotka Parelii (6403) – komunity: Kokkini (580), Agios Ioannis (1140), Afra (1098), Vatos (345), Giannades (597), Kanakades (204), Kombitsi (733), Marmaro (174), Pelekas (612), Sinarades (920).